# Мазоне
Мазоне (итал. Masone) је насеље у Италији у округу Ђенова, региону Лигурија.
Према процени из 2011. у насељу је живело 3316 становника. Насеље се налази на надморској висини од 411 м.

## Становништво
Према резултатима пописа становништва 2011. у општини је живело 3.758 становника.
| 1936. | 1951. | 1961. | 1971. | 1981. | 1991. | 2001. | 2011. |
| ----- | ----- | ----- | ----- | ----- | ----- | ----- | ----- |
| 3.947 | 4.244 | 4.138 | 4.082 | 4.428 | 4.296 | 4.080 | 3.758 |